# Asterina gibbosa
Az Asterina gibbosa a tengericsillagok (Asteroidea) osztályának Valvatida rendjébe, ezen belül az Asterinidae családjába tartozó faj.
Az Asterina tengericsillagnem típusfaja.

## Előfordulása
Az Asterina gibbosa előfordulási területe az Atlanti-óceán északi része, valamint az Északi- és a Földközi-tengerek.

## Életmódja
Kizárólag tengervízben él; 125 méteres mélységekben is megtalálható. A sziklás és kavicsos partmentéket kedveli.
A Stellicola asterinae (Bocquet, 1952) és a Stellicola clausi (Rosoll, 1888) nevű evezőlábú rákok élősködnek ezen a tengericsillagfajon.

## Szaporodása
Hímnős állat; a petéit a sziklák repedéseibe rakja le, azonban nem őrzi őket.

## Rokon faj
Az Asterina panceriit (Gasco, 1870) korábban az Asterina gibbosa egyik változatának vélték, de manapság önálló fajként van számon tartva.

## Képek

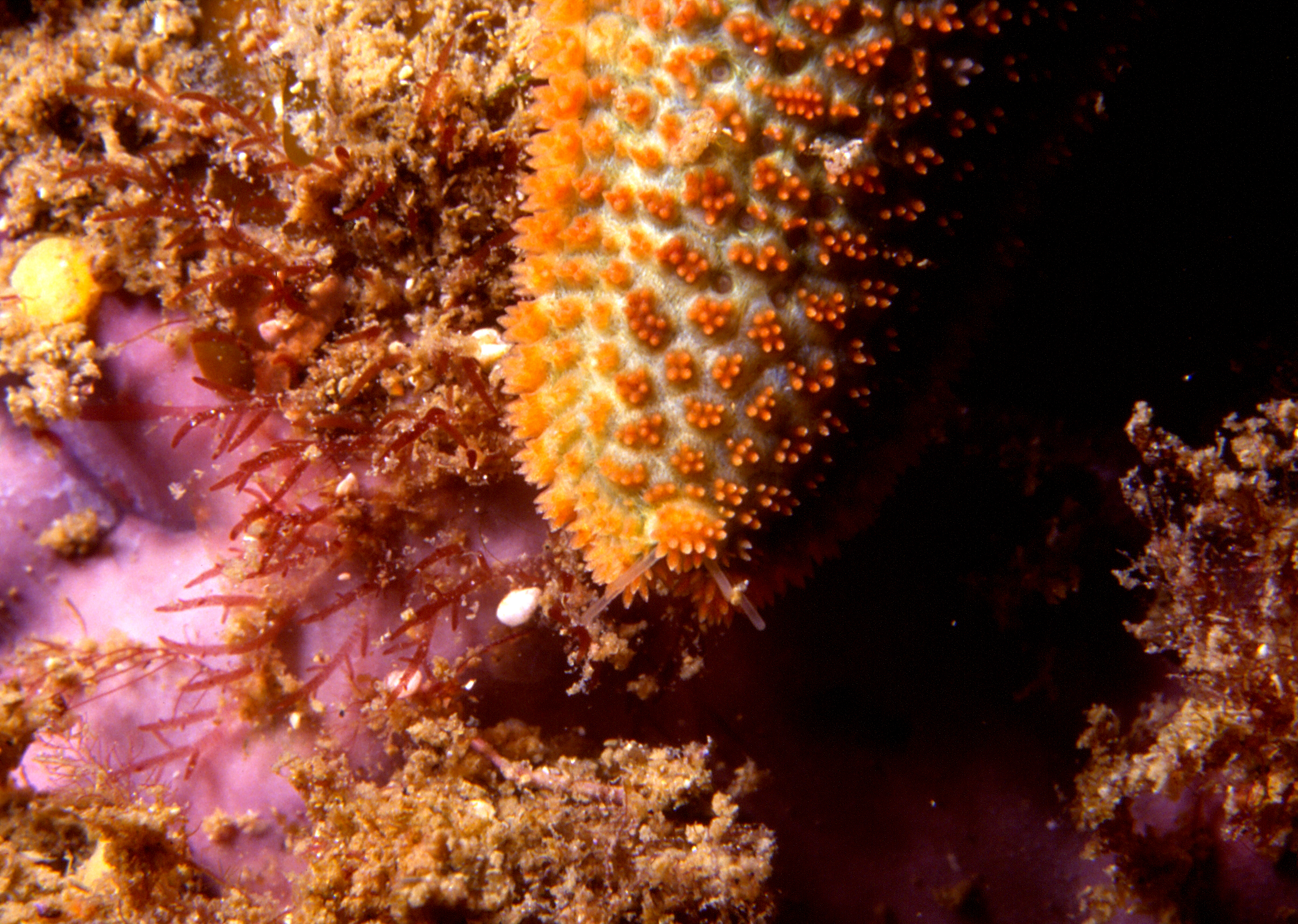
az egyik nyúlványa felnagyítva
az akváriumban
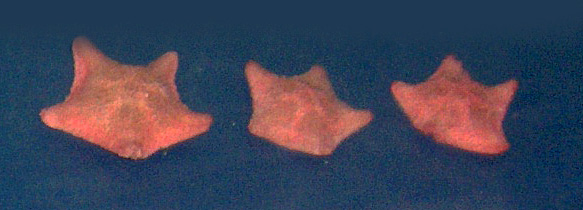
és a múzeumban
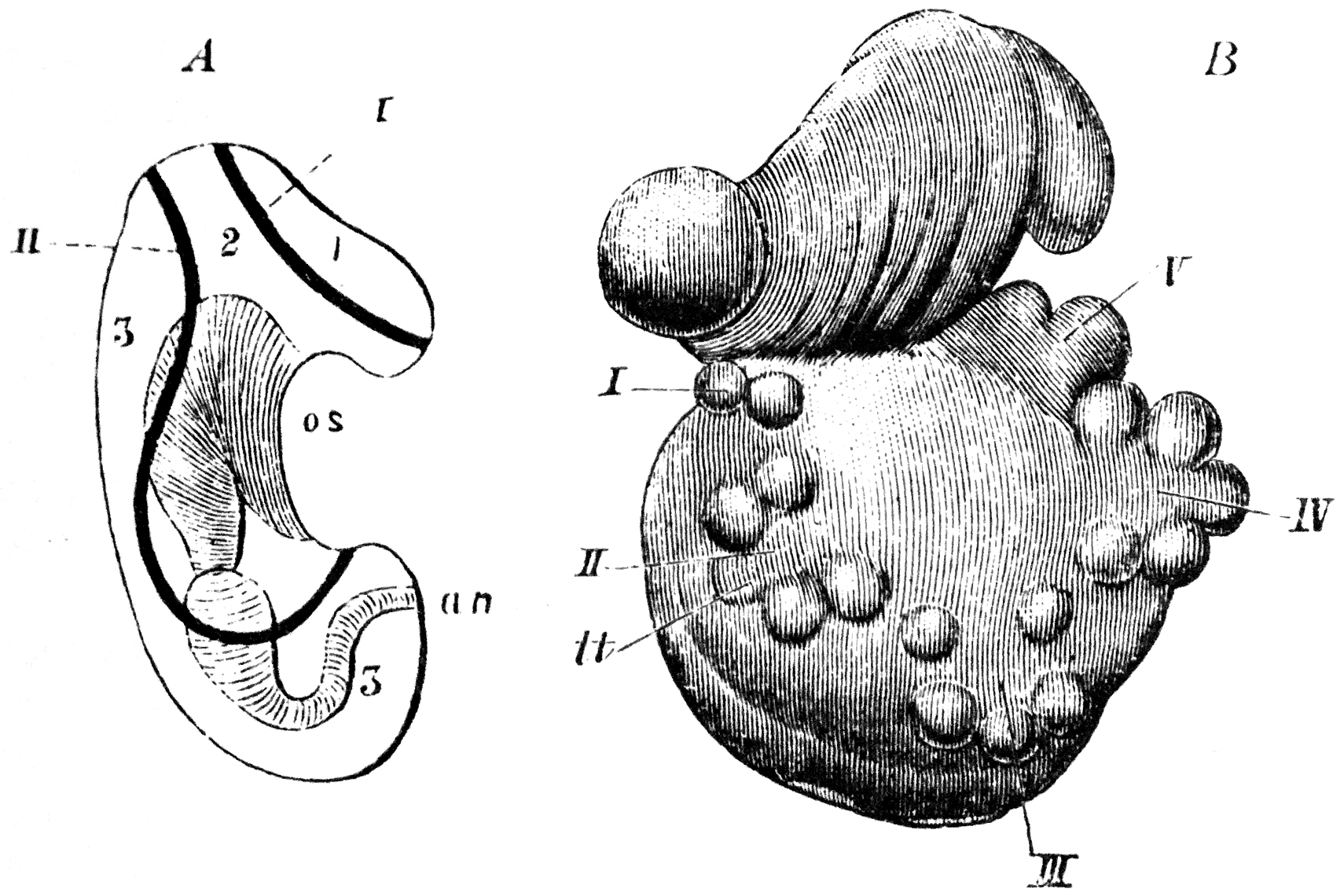
rajz a lárvaállapotáról